# Yuma Mori
Yuma Mori (japanisch 森 夢真 Mori Yuma; * 2. Juli 2001 in der Präfektur Mie) ist ein japanischer Fußballspieler.

## Karriere
Yuma Mori erlernte das Fußballspielen in der Schulmannschaft der Yokkaichi Chuo Technical High School. Seinen ersten Vertrag unterschrieb er im Februar 2020 bei Azul Claro Numazu. Der Verein aus Numazu, einer Hafenstadt in der Präfektur Shizuoka auf Honshū, spielte in der dritten japanischen Liga, der J3 League. Sein Drittligadebüt gab Yuma Mori am 9. August 2020 im Auswärtsspiel gegen die U23-Mannschaft von Gamba Osaka. Hier wurde er in der 81. Minute für Kazuki Someya eingewechselt.